# Exército de terracota
Exército de terracota, Guerreiros de Xian ou ainda Exército do imperador Qin, é uma coleção de esculturas de terracota representando os exércitos de Qin Shi Huang, o primeiro imperador da China. É uma forma de arte funerária enterrada com o imperador em 210-209 a.C. e cuja finalidade era proteger o governante chinês em sua vida após a morte.
As esculturas, que datam de aproximadamente do final do século III a.C., foram descobertas em 1974 por agricultores locais no Distrito de Lintong, em Xi'an, na província de Shaanxi.
Os soldados variam em altura de acordo com suas funções, sendo os generais os mais altos. As estátuas incluem guerreiros, carruagens e cavalos. Estimativas atuais são de que nos três poços que contêm o Exército de Terracota, havia mais de oito mil soldados, 130 carruagens com 520 cavalos e 150 soldados de cavalaria, a maioria dos quais ainda estão enterrados nas covas nas proximidades Mausoléu de Qin Shihuang‎. Outras esculturas de terracota não-militares também foram encontradas em outros poços e incluem funcionários, acrobatas e músicos.

## História

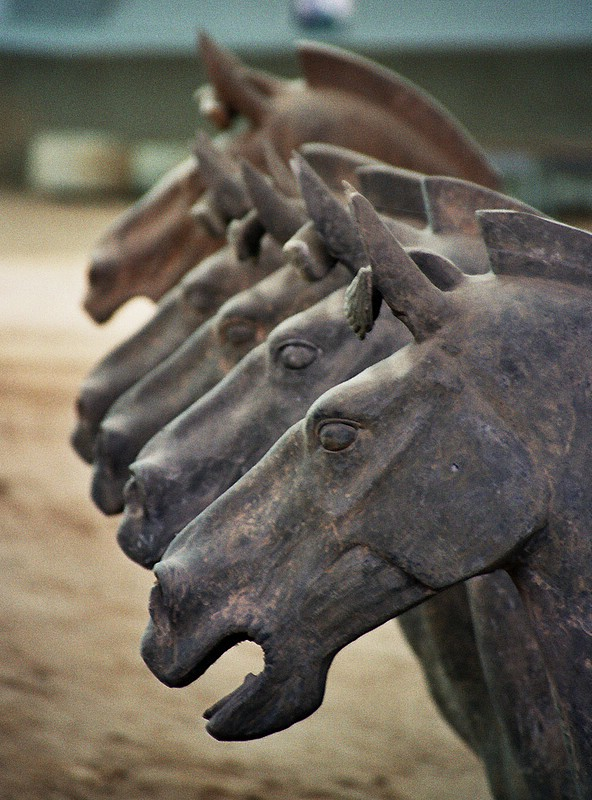
Detalhe dos cavalos em terracota

As imagens em terracota foram enterradas junto ao mausoléu do primeiro imperador, Qin Shihuang em c. 259-210 a.C. e foram descobertas em março de 1974 por agricultores locais que escavavam um poço de água a leste do monte Lishan, uma elevação de terra feita por mãos humanas e que contém a necrópole do primeiro imperador da dinastia Qin. A construção desse mausoléu começou em 246 a.C. e acredita-se que 700 000 trabalhadores e artesãos levaram 38 anos para a completar. De acordo com o historiador Sima Qian, na obra Registros do Historiador (c. 100 a.C.), o imperador foi enterrado em 210 a.C. juntamente com grandes tesouros e objetos artísticos, bem como com uma réplica do mundo onde pedras preciosas representavam os astros, pérolas os planetas e lagos de mercúrio representavam os mares. Pesquisas recentes detectaram altos índices de mercúrio no solo, comprovando o historiador.[carece de fontes?]
A tumba fica perto de uma pirâmide de terra com 47 metros de altura e 2,18 quilómetros quadrados de área, mas ainda não foi devidamente explorada por se temer que a erosão provocada por chuvas possa danificá-la. Planeja-se cobrir a área com um telhado especial, mas até 2007 não foi possível. O complexo do mausoléu foi construído para servir como um palácio ou corte imperial. É dividido em vários ambientes, salas e outras estruturas e cercado por uma muralha com diversos portões. Seria protegido por um exército de soldados em terracota guardados nas proximidades, mas os restos de muitos artesãos e suas ferramentas foram encontrados, o que faz acreditar que tenham sido enterrados com o imperador para impedir que revelassem as riquezas ou as entradas aos salteadores.[carece de fontes?]

## Arqueologia do exército de terracota

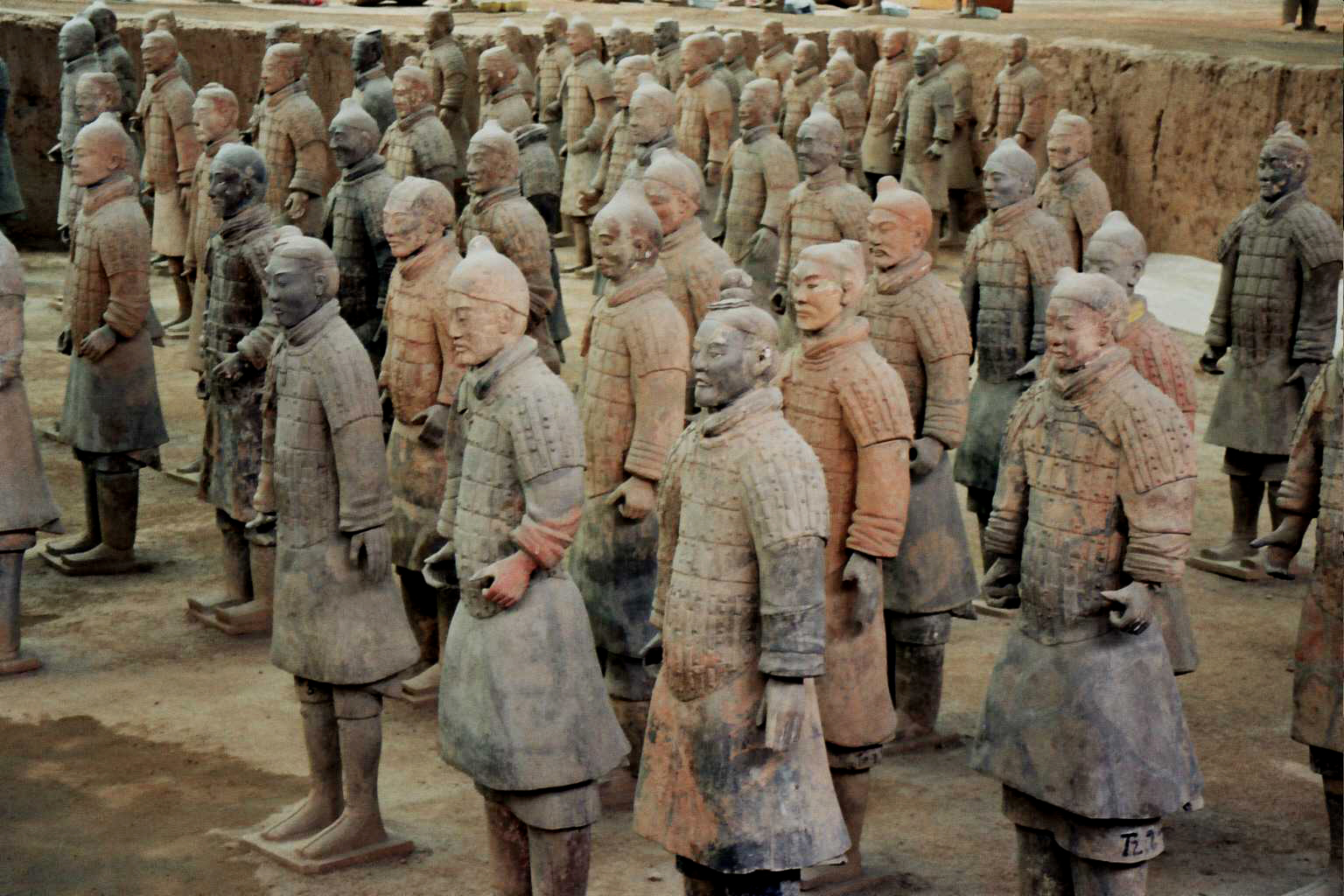
Os Guerreiros de Terracota

As escavações arqueológicas dos soldados de terracota estão em curso ainda, trinta anos após sua descoberta. Isto se deve à fragilidade natural do material e sua difícil preservação. Terracota é literalmente terra assada, em fornos com temperatura relativamente baixa. Após queimar cada figura, ela era coberta com uma camada de laca, para aumentar a durabilidade. Eram também coloridas para aumentar o realismo da aparência das figuras e de suas roupas e equipamentos. Algumas peças ainda retém traços da pintura, mas a exposição ao ar rapidamente causa o descascamento ou descoloração.[carece de fontes?]
8.099 foram escavadas até o momento, incluindo soldados, arqueiros e oficiais, e foram todas feitas em poses naturais. Cada figura porta armas reais como lanças, arcos ou espadas de bronze. Acredita-se que estas armas foram feitas antes de 228 a.C. e podem ter sido usadas na guerra. Carruagens feitas com grande precisão e detalhes também foram incluídas como parte do exército do imperador Qin.[carece de fontes?]
As figuras de terracota foram encontradas em três diferentes trincheiras, e uma quarta foi encontrada vazia. Acredita-se que a trincheira maior, contendo mais de 6000 figuras de soldados, carruagens e cavalos, representavam a armada principal do primeiro imperador. A segunda trincheira continha cerca de 1400 figuras da cavalaria e infantaria, também com carros e cavalos, representava a guarda militar. A terceira continha a unidade de comando, com oficiais de alto nível, oficiais intermediários e um carro de guerra puxado por quatro cavalos. É a menor, com 68 figuras.
Algumas figuras de terracota possuíam marcas produzidas de diferente maneiras (gravadas, pintadas e carimbadas), contendo certos padrões de informações como nome de lugares, de artesãos e de oficinas; e sequências de números. Essas marcas, principalmente as envolvendo nome de lugares citavam outras cidades além de Xi'an como Xianyang, Yueyang, Linjin e Anyi. Há evidência de ossadas de pessoas encontradas perto do Mausoléu que apresentavam componentes mais ligados a alimentação do estado de Chu, mais ao Sul, do que a dos vilarejos locais.
Além dos soldados, algumas armas de bronze também apresentam marcações, indicando serem produzidas por oficinas diferentes das que lidavam com as estatuetas. Suas inscrições indicam duas diferentes etapas de produção sendo todas anteriores a unificação da China em 221 a.C..

## Construção

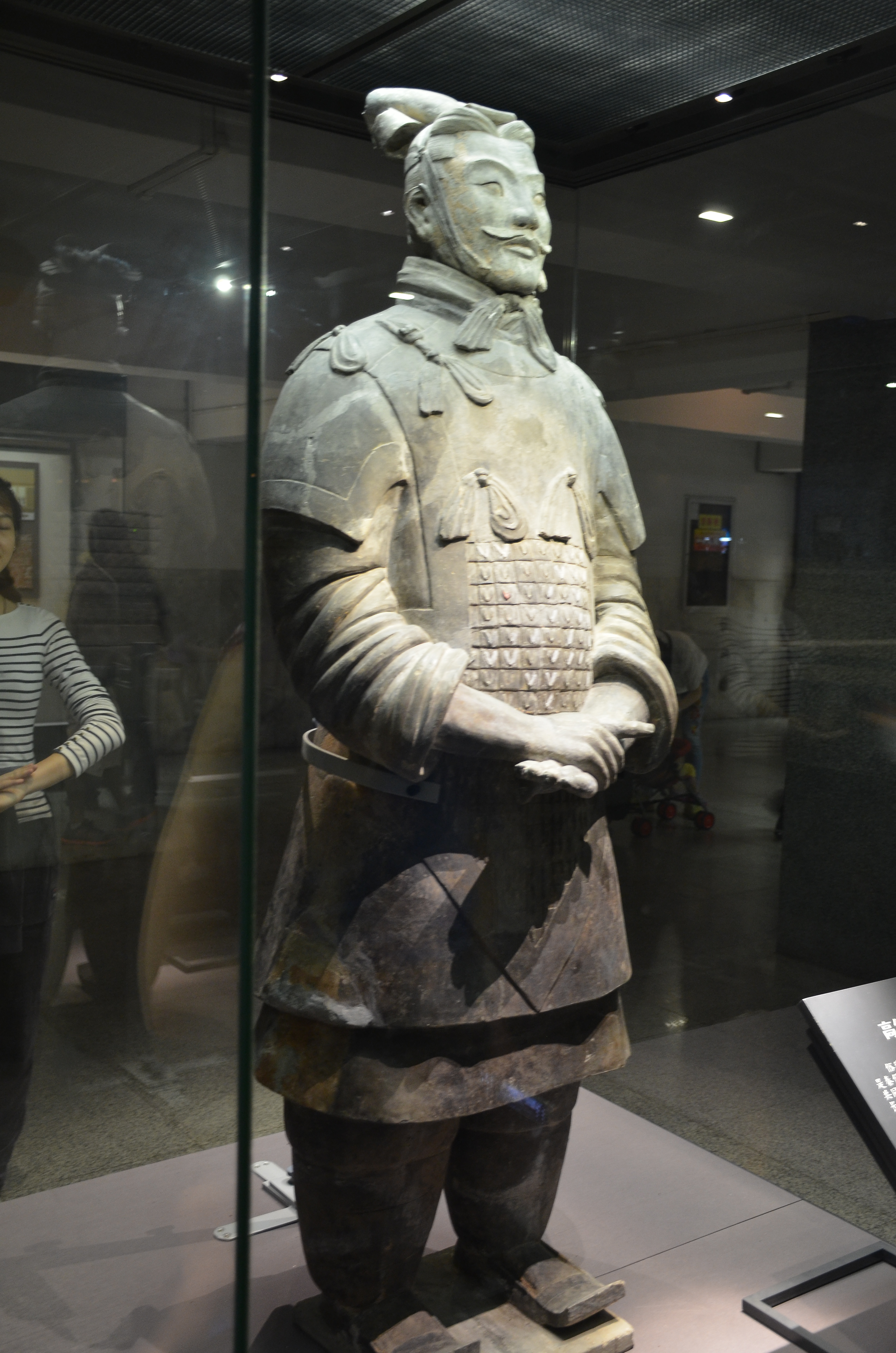
Um guerreiro em detalhe

As figuras de terracota eram fabricadas em oficinas por artesãos do governo. Acredita-se que utilizavam a mesma técnica dos tubos de drenagem de água daquela época. Foram feitos em partes  que eram unidas depois da queima e não em uma peça só. Eram então colocadas em seu lugar, em formação militar, de acordo com sua patente e posto.[carece de fontes?]
As figuras eram em tamanho e estilo natural. Variavam em peso, indumentária e penteado, de acordo com a patente. A pintura da face, expressão facial individualizada e as armas e armaduras reais utilizadas criavam uma aparência realista e mostravam a qualidade do trabalho e a precisão envolvida na sua construção. Demonstram também o poder de um monarca que podia ordenar a construção de tão monumental empreitada.[carece de fontes?]

## Destruição

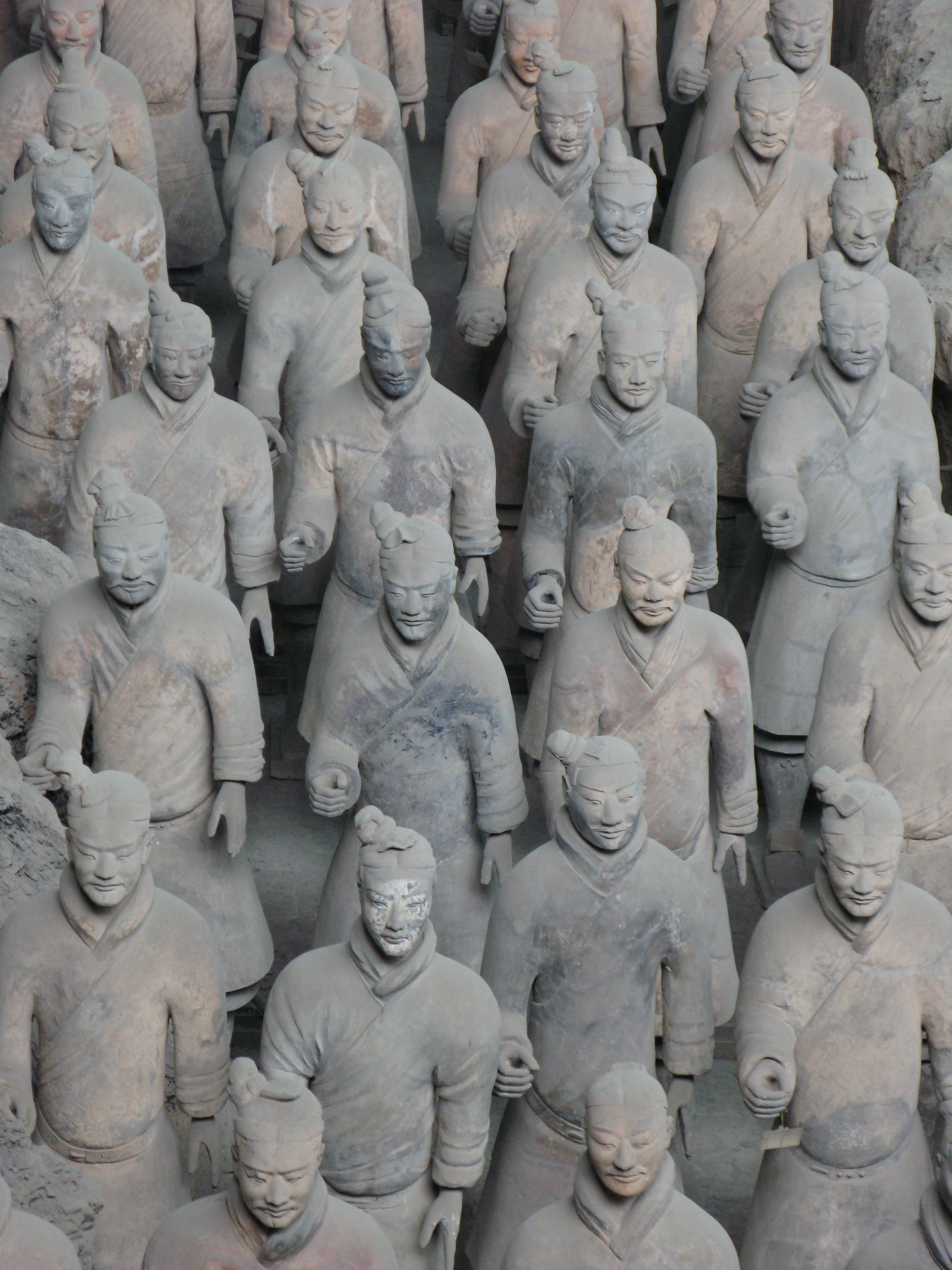
Os guerreiros têm expressões faciais individualizadas

Escavações no sítio mostraram com grande precisão restos de um incêndio que queimou as estruturas de madeira que abrigavam o exército de terracota, como Sima Qian descreveu em seu livro, consequência de uma revolta liderada pelo general Xiang Yu menos de cinco anos após a morte do imperador. Ele disse que um dos atos do general Yu foi o saque da tumba e seu posterior incêndio.
Apesar do incêndio, muitos dos guerreiros de Xian sobreviveram em vários estágios de preservação, cercados pelos restos das estruturas queimadas.[carece de fontes?]
Os guerreiros de Xian são hoje um fenomenal sítio arqueológico e um ícone do passado distante da China. O poderio do primeiro imperador Qin Shihuang  é evidente na massiva e monumental presença de seus soldados, eternamente prontos a proteger seu líder.[carece de fontes?]

## O terremoto de 2008
O grande terremoto que abalou a China pouco antes dos Jogos Olímpicos de Pequim afetou alguns dos guerreiros, movendo cabeças e braços e até causando algumas rupturas. Depois do desastre, que marcou 7,9 graus na escala Richter, o museu foi fechado à visitação.